# Franco Zapiola
Franco Zappiola (Magdalena, 19 febbraio 2001) è un calciatore argentino, centrocampista del Platense.

## Carriera
Cresciuto nel settore giovanile dell'Estudiantes (LP), debutta in prima squadra il 17 luglio 2021 in occasione dell'incontro di Primera División vinto 3-0 contro il Sarmiento (J).

## Statistiche

### Presenze e reti nei club
Statistiche aggiornate al 19 luglio 2025.
| Stagione                | Squadra                 | Campionato              | Campionato | Campionato | Coppe nazionali | Coppe nazionali | Coppe nazionali | Coppe continentali | Coppe continentali | Coppe continentali | Altre coppe | Altre coppe | Altre coppe | Totale | Totale |
| Stagione                | Squadra                 | Comp                    | Pres       | Reti       | Comp            | Pres            | Reti            | Comp               | Pres               | Reti               | Comp        | Pres        | Reti        | Pres   | Reti   |
| ----------------------- | ----------------------- | ----------------------- | ---------- | ---------- | --------------- | --------------- | --------------- | ------------------ | ------------------ | ------------------ | ----------- | ----------- | ----------- | ------ | ------ |
| 2021                    | Estudiantes (LP)        | PD                      | 19         | 0          | CA+CdL          | -               | -               | -                  | -                  | -                  | -           | -           | -           | 19     | 0      |
| 2022                    | Estudiantes (LP)        | PD                      | 24         | 2          | CA+CdL          | 2+8             | 0+2             | CL                 | 10                 | 2                  | -           | -           | -           | 44     | 6      |
| 2023                    | Estudiantes (LP)        | PD                      | 9          | 0          | CA+CdL          | 5+6             | 0+1             | CS                 | 6                  | 0                  | SA          | 0           | 0           | 26     | 1      |
| 2024                    | Estudiantes (LP)        | PD                      | 2          | 0          | CA+CdL          | 1+9             | 0               | CL                 | 2                  | 0                  | -           | -           | -           | 14     | 0      |
| Totale Estudiantes (LP) | Totale Estudiantes (LP) | Totale Estudiantes (LP) | 54         | 2          |                 | 31              | 3               |                    | 18                 | 2                  |             | 0           | 0           | 103    | 7      |
| 2024                    | Platense                | PD                      | 5          | 0          | CA+CdL          | -               | -               | -                  | -                  | -                  | -           | -           | -           | 5      | 0      |
| 2025                    | Platense                | PD                      | 20         | 1          | CA              | 1               | 0               | -                  | -                  | -                  | -           | -           | -           | 21     | 1      |
| Totale Platense         | Totale Platense         | Totale Platense         | 25         | 1          |                 | 1               | 0               |                    | -                  | -                  |             | -           | -           | 26     | 1      |
| Totale carriera         | Totale carriera         | Totale carriera         | 79         | 3          |                 | 32              | 3               |                    | 18                 | 2                  |             | 0           | 0           | 129    | 8      |

## Palmarès

### Club

#### Competizioni nazionali
- Copa Argentina: 1

Estudiantes (LP): 2023
- Copa de la Liga Profesional: 1

Estudiantes (LP): 2024
- Campionato argentino: 1

Platense: 2025 (Apertura)